# Gerard den Haan
Gerard den Haan (Gorinchem, 29 januari 1963) is een voormalig Nederlands profvoetballer. Hij voetbalde als semiprof op het middenveld van NAC, KFC Zwarte Leeuw, Berchem Sport en Eindhoven.

## Loopbaan
Den Haan groeide op in de Gorkumse volksbuurt Lingewijk, als zoon van een scheepslasser. Hij begon met voetballen bij de amateurclub SVW, een amateurclub uit zijn geboortestad. In 1988 tekende hij een contract bij NAC.

### NAC
Hij kreeg daar rugnummer 6 toegewezen. Op 3 september 1988 maakte hij zijn debuut in de competitiewedstrijd tegen Telstar (4-1 winst). Zijn eerste volledige wedstrijd voor NAC speelde Gerard den Haan tegen DS'79, waarin hij indruk maakte met een vliegende tackle en een doelpunt maakte. Hij was in zijn NAC-periode mateloos populair door zijn tomeloze inzet en zijn lange haar en groeide uit tot de populairste NAC-speler van zijn tijd. De middenvelder was zo populair in Breda dat de lokale McDonald's gratis kip uitdeelde als Den Haan speelde. Tevens droeg de B-side de zogeheten Gerard den Haan-petjes, compleet met een blond matje aan de achterkant. In het seizoen 1990/91 kreeg hij in één seizoen dertien keer geel en één keer rood, waardoor hij een vermelding verdiende in het Guinness Book of Records. Wanneer de middenvelder geschorst was, bekeek hij de wedstrijden niet vanaf de eretribune, maar tussen de harde kern. In 1992 trok NAC Piet de Visser aan als hoofdtrainer. De oefenmeester was niet gecharmeerd van Den Haans speelstijl, waarop Samson vertrok naar de Belgische voetbalclub KFC Zwarte Leeuw. Later speelde hij nog bij Berchem Sport in België. In totaal speelde Den Haan 123 wedstrijden voor NAC waarin hij 4 keer scoorde.

### Eindhoven
Bij Eindhoven was Rob Jacobs de hoofdtrainer. In het tweede seizoen werd hij geslachtofferd voor een jeugdspeler, waardoor zijn carrière als betaald voetballer in 1995 ten einde kwam op 32-jarige leeftijd.

### Kozakken Boys
Na zijn proftijd heeft hij tussen 1995 en 2003 nog tot zijn veertigste op het hoogste amateurniveau gevoetbald bij Kozakken Boys. In zijn afscheidsjaar werd Den Haan in 2003 door de supporters van Kozakken Boys uitverkozen tot Speler van Het jaar.
In 2010 speelde hij in het eerste elftal van Woudrichem. "Met tien vingers in de neus. Het is maar derde klasse".

## Speelstijl
Gerard den Haan was een voetballer die zich bewust was van zijn technische beperkingen en compenseerde die met noeste arbeid. Hij sleurde en jaagde en worstelde, tot bloedens toe en met enige regelmaat liep hij brakend het veld af. Den Haan was dus geen oogstrelende voetballer, maar een onvermoeibare voetballer met een hoge pijngrens die vooral vanwege zijn ijver juist daarom razend populair werd bij de Bredase achterban. De verslaggever Dennis van Bergen schreef in 2015: "Er was eigenlijk maar één minpuntje aan Den Haan: hij kon totaal niet voetballen".

## Trivia
- Tijdens de seizoenen dat Den Haan als populaire speler actief was bij NAC, bedacht de plaatselijke McDonald's een speciale voordeelactie: Gratis kip als Den Haan speelt. Een advertentie was te vinden in dagblad De Stem, achter op het sportkatern. Op vertoon van het toegangskaartje kreeg men na de wedstrijd een gratis doosje met zes kipnuggets bij het fastfoodrestaurant.[5]
- Samen met zijn zoon is Den Haan eigenaar van fastfoodrestaurant 't Akkertje aan de rand van Beneden-Leeuwen.[6]